# اضطراب فرط الحركة
اضطراب فرط الحركة هو اسم قديم يطلق على حالة نفسية عصبية نموية تظهر في مرحلة الطفولة وتتضمن أعراضها نمطًا ثابتًا من العلامات الحادة وغير المناسبة من عدم الانتباه والنشاط الزائد والاندفاع عبر بيئات مختلفة مثل المنزل أو المدرسة وهذه الاعراض تضل بالأداء الأكاديمي والاجتماعي والعمل بشكل كبير. وقد تم تصنيف هذا الاضطراب من قبل ICD-10 في منظمة الصحة العالمية وقد كانت مشابهة لحد كبير للعرض الموحد من نقص الانتباه والنشاط الزائد في الجمعية الأمريكية للطب النفسي DSM-5 ومع ذلك في ICD-11 فإن اضطراب فرط الحركة لم يعد موجودًا وقد تم استبداله في اضطراب نقص الانتباه والنشاط الزائد.

## العلامات والأعراض
الناس الذين يعانون من هذا الاضطراب يظهرون نشاطًا غير منظمًا وغير مسيطرًا عليه بشكل مفرط ويفتقرون إلى المثابرة في عمل المهام التي تتطلب تفكير واهتمام حيث يميلون إلى الانتقال من نشاط إلى اخر دون إتمام أي نشاط ويكونون أيضًا معرضون إلى الحوادث والتدهور والاندفاع وخرق القواعد (بدلًا من التحدي) وهم أكثر عرضة من غيرهم للإصابة بضعف الإدراك وتأخر اللغة والتطور الحركي وقد يعانون أيضًا من قلة احترام الذات والانخراط في سلوك غير اجتماعي نتيجة لهذا الاضطراب.
بينما الأطفال المصابون بهذا الاضطراب يكونون أقل حذرًا وتحفظًا مع الاشخاص البالغين وقد يكونوا معزولين عن الأطفال ولا يحظون بشعبية مع الأطفال الأخرين.

## التشخيص
على الرغم من أن معايير الرابطة الأمريكية للطب النفسي لمرض نقص الانتباه وفرط النشاط (ADHD)، ومعايير منظمة الصحة العالمية لاضطراب فرط الحركة، كل منها تحتوي على مجموعة متشابهة جدًا من 18 عرض، فإن قواعد مختلفة تحكم التشخيص تعني أن اضطراب فرط الحركة يتميز بضعف أكبر والمزيد من صعوبات للسيطرة على الاندفاع من ال ADHD النموذجي، ويشبه اضطراب فرط الحركة الحالات الشديدة من النوع ADHD مجتمعة.
على عكس اضطراب فرط الحركة ونقص الانتباه، يتطلب تشخيص اضطراب فرط الحركة أن يلاحظ الطبيب الأعراض مباشرة (بدلاً من الاعتماد فقط على تقارير الآباء والمعلمين)؛ وأن تكون بداية هذا الاضطراب في عمر الست سنوات وليس سبع سنوات، وأن يكون هناك على الأقل ست أعراض لعدم الانتباه وثلاثة أعراض لفرط النشاط وعرض واحد للاندفاع في موضعين أو أكثر. بينما اضطراب فرط الحركة وعدم الانتباه ADHA قد يوجد مع وجود هوس أو اكتئاب أو قلق ووجود أحد هذه الاضطرابات تستبعد وجود اضطراب فرط الحركة وعدم الانتباه. معظم حالات فرط النشاط في بالمعايير الأوسع لاضطراب فرط الحركة ونقص الانتباه.
قد يوجد اضطراب فرط الحركة مع مرض اضطراب السلوك، وفي هذه الحالة يكون التشخيص فرط الحركة اضطراب سلوكي.

## علم الأوبئة
يعتقد أن نسبة الأطفال في سن المدرسة المصابون بهذا الاضطراب هي 1,5% مقارنة ب5.3% كنسبة للADHD.
العلاج يكون بمجرد أن يتم تثقيف العائلة والمريض عن طبية المرض وكيفية ادارته فبذلك هو اتخذوا قرار العلاج، توصي مجموعة المبادئ التوجيهية لاضطراب فرط الحركة ونقص الانتباه الأوروبية بالأدوية بدلاً من التدريب السلوكي كأسلوب العلاج الأول؛ ويوصي المعهد الوطني للصحة والتميز السريري في المملكة المتحدة بالأدوية كعلاج أولي لأولئك الذين يعانون من فرط الحركة / ADHD الحاد، وتوفير تدريب مجموعة الآباء في جميع حالات ADHD.